# Fetmaepidemin i Sverige
Fetmaepidemin i Sverige avser en ökning av andelen överviktiga och feta i den svenska befolkningen sedan 1990-talet.
Enligt Folkhälsomyndighetens mätning år 2018 led 52 procent av svenskarna av övervikt eller fetma, jämfört med 47 procent vid millennieskiftet. Enligt Institutet för Hälso- och Sjukvårdsekonomi dog 3 400 personer av fetmarelaterade sjuklighet år 2016. Data som analyserats av Institutet för hälso- och sjukvårdsekonomi har lett till prognosen att 56 procent av Sveriges befolkning kommer lida av övervikt eller fetma 2030. Andelen ökar med stigande ålder och är högre bland lågutbildade.
Fetmaepidemin i Sverige är en del av den globala fetmaepidemi som anses ha fått sitt ursprung i USA under den senare halvan av 1900-talet. Under senare år har fetman fått en allt större plats i den svenska samhällsdebatten i takt med att fler blivit drabbade. På grund av denna trend menar politiker, forskare, studier och flera debattörer att det är viktigt att agera för att motverka trenden.

## Definition av fetma

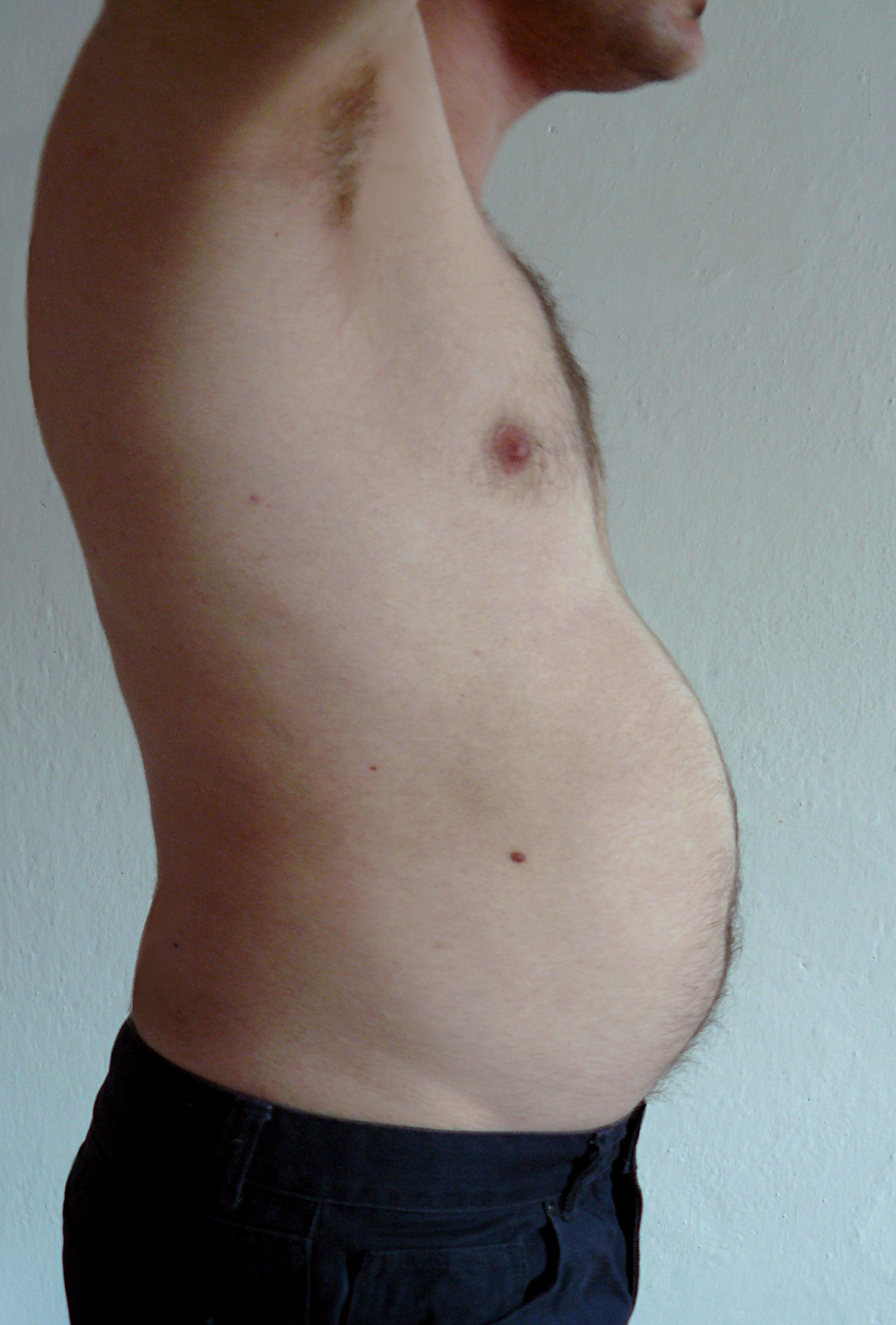
Man drabbad av övervikt

Fetma definieras med hjälp av BMI (Body Mass Index) och utvärderas vidare med avseende på fettfördelning genom midje-höftförhållandet och totala kardiovaskulära riskfaktorer. BMI är nära relaterat till både procentuell kroppsfett och totalt kroppsfett. Hos barn varierar en hälsosam vikt med ålder och kön. Fetma hos barn och ungdomar definieras inte som ett absolut tal utan i förhållande till en historisk normalgrupp, så att fetma är ett BMI som överstiger den 95:e percentilen. De referensdata som dessa percentiler baseras på är från 1963 till 1994 och har således inte påverkats av den senaste tidens viktökningar. BMI definieras som personens vikt i kg dividerad med kvadraten på längden i meter och beräknas på följande sätt: 
{\displaystyle BMI=m/h^{2}}
där m är individens vikt (kg) och h är individens längd (meter).
Exempel: En person med längden 1,88 meter och vikten 105 kg har ett BMI på 105/(1,882) = 105/(1,88*1,88) = 29,7 kg/m2
- BMI ≥ 35 eller 40 kg/m2 är svår fetma.

- BMI på ≥ 35 kg/m2 och fetmarelaterade hälsoproblem eller ≥ 40 eller 45 kg/m2 är sjuklig fetma.

- BMI på ≥ 45 eller 50 kg/m2 är superfetma.

Folkhälsomyndigheten definierar vuxen (en person som är 20 år eller äldre) med ett BMI på 30 eller högre som fetma och en vuxen med ett BMI på 25,0-29,9 som övervikt. Fetma hos vuxna delas in i tre kategorier; klass I, klass II och klass III. Vuxna med ett BMI på 30-34,9 har fetma av klass I, vuxna med ett BMI på 35-39,9 har fetma av klass II och vuxna med ett BMI på 40 eller mer har fetma av klass III, vilket också kallas extrem eller svår fetma. Barn (personer i åldern 2-19 år) med ett BMI på eller över den 95:e percentilen för barn i samma ålder och kön definieras som feta, och barn med ett BMI på eller över den 85:e percentilen men mindre än den 95:e percentilen definieras som överviktiga.

## Hälsoproblem
Fetma är ett kroniskt hälsoproblem. Den är en av de viktigaste riskfaktorerna för Typ 2-diabetes och hjärt- och kärlsjukdomar. Fetma är också förknippad med förkortad livstid. Enligt en studie av National Cancer Institute (NCI) som genomfördes på vuxna från Sverige, USA och Australien beräknades extrem fetma kunna förkorta livslängden med mellan 6,5 och 14 år beroende på svårighetsgrad. Forskarna utvärderade risken för att dö i förtid hos mer än 9 500 personer som hade klass III-fetma och 304 000 andra som klassificerades som normalviktiga. Risken att dö av hälsorelaterade orsaker steg kontinuerligt med ökande BMI inom gruppen med klass III-fetma. Statistiska analyser av de sammanslagna uppgifterna visade att antalet dödsfall i klass III-fettgruppen främst berodde på hjärt- och kärlsjukdomar, cancer och diabetes. Antalet förlorade levnadsår varierade från 6,5 år för deltagare med ett BMI på 40-44,9 till 13,7 år för deltagare med ett BMI på 55-59,9. För att skapa en jämförelse fann forskarna att antalet förlorade levnadsår för fetma av klass III var lika många eller fler än antalet förlorade levnadsår för aktiva rökare bland normalviktiga deltagare i samma studie.
Fetma kan också påverka hormonproduktionen i kroppen. För män med fetma ökar omvandlingen av testosteron till östradiol, vilket leder till minskade testosteron- och förhöjda östrogennivåer. Detta hormonella skifte som fetman förorsakar förstärker de mekanismer som leder till insulinresistens och störd glukosbalans. Just detta förhållande mellan fetma och minskad testosteronproduktion tros vara ett av skälen till de gradvis minskande testosteronnivåerna hos män i världen.
Viktstigma är också associerat med negativa hälsoutfall och beteenden som kan bidra till ohälsa som exempelvis depression, ätstörda beteenden, undvikande av medicinsk vård, sämre kostmönster, undvikande av träningsanläggningar, suicidhandlingar och sämre vård.

## Bidragande faktorer
Det finns flera bidragande faktorer till det nuvarande läget gällande fetma i Sverige som kan vara individuella, socioekonomiska eller miljömässiga. Dessa faktorer inkluderar kosthållning, fysisk aktivitet, automatisering, urbanisering, genetisk känslighet, mediciner, psykiska störningar, ekonomisk politik, endokrina störningar och exponering för endokrinstörande kemikalier. Genom att äta rätt kan man sänka och bibehålla en lägre kroppsvikt, men det är relativt vanligt med överkonsumtion av energirikt fett och sockerhaltiga livsmedel.. Ett annat exempel är hastigheten med vilken en person konsumerar mat. Ett antal studier har funnit ett samband mellan att äta för snabbt, vilket tros leda till överkonsumtion och därmed till fetma. Vuxna som äter snabbt löper nästan två gånger större risk att bli överviktiga på grund av överkonsumtion jämfört med de som äter långsammare. Även om majoriteten av svenskar med fetma kan går ner i vikt, visar forskning att det är sällsynt att behålla viktminskningen på lång sikt. Orsakerna till viktcykling är inte helt klarlagda, men kan inkludera minskad energiförbrukning i kombination med ökat biologiskt behov av att äta under och efter kalorirestriktion.. Genetik tros också vara en faktor, där olika mutationer som påverkar signalvägar som styrs av leptin och BDNF associerats till fetma.. Storskaliga adoptonsstudier och tvillingstudier pekar mot att genetiken är dominerande för BMI. Ärftligheten beräknas till runt 45% i ung ålder och stiger till 70-75% i tonåren. Dessutom påverkas risken för fetma hos barn av mammans tillstånd under graviditeten och ökar om hon till exempel röker eller själv lider av fetma.
Enligt studier från NCBI tyder resultat på att kvinnor med höga nivåer av östrogen har lättare att gå upp i vikt. Enligt Anna Fransson och Dan Andersson, forskare hos Expertgruppen för Studier, är genetiska faktorer av underordnad betydelse som orsak till den svenska fetmaepidemin. I stället framhålls att det svenska samhället är en fetmafrämjande miljö med ett överutbud av kalorier, viktmässig kortsiktighet och ohälsosamma viktnormer. Fransson och Andersson menar också att andra faktorer som inte är direkt relaterade till kaloriintag och aktivitetsnivåer såsom matkultur och förmågan att fördröja tillfredsställelse också har påverkan på den rikstäckande viktuppgången..Även viktmobbning och stigma är associerat med viktuppgång.

## Historisk förekomst

### 1900-1960
Sedan införandet av allmän värnplikt i Sverige 1901 har data av vikt och längd samlats i stort sett av hela den manliga svenska befolkningen. Det var nu som den växande övervikten hos unga män fångade allmänhetens uppmärksamhet. Skälet till den växande övervikten ansågs enligt allmänheten vara den ökande urbaniseringen. På grund av att för många svenskar hade valt att anpassa sig till storstadslivets brist på motion och uppmuntran av överkonsumtion var rikets säkerhet hotat. Denna oron gällande övervikt kom att försvinna rätt snabbt däremot då första världskriget bidrog till en livsmedelsbrist i Sverige. Dagens Nyheter beskrev situationen 1917 som "Svenska folket magrar. Endast Nordiska Kompaniet har feta kunder". Efter de två världskrigen växte det fram ett nytt kroppsideal som stigmatiserade övervikt och uppmuntrade en slank figur. Detta var en motreaktion på överskottet av livsmedel som den nyintroducerade traktorn skapade. I effekt av överskottet av livsmedel kunde allt fler svenskar konsumera mer mat vilket bidrog till förekomsten av fetma och övervikt. Vid 1950-talet tydde amerikansk livförsäkring statistik på att människor som hade ett BMI värde ovanför 25 kg/m² löpte betydligt större risk att lida av hjärt- och kärlsjukdomar. Detta fick flera amerikanska och svenska försäkringsföretag att höja premieavgifterna för de individer som befann sig ovanför detta BMI värde. Däremot var förekomsten av övervikt låg i Sverige jämfört med den amerikanska övervikts halten som låg på åtta procent.    

### 1960-1990
Vid 1960-talet började fetmaepidemin i USA och spred sig långsamt till Sverige. Dock blev pandemin först märkbar vid 1980-talet till följd av den allmänna värnplikten. I och med den allmänna värnplikten vid 1980-talet syntes det allt oftare övervikt i mönstringen av svenska soldater. På grund av det stora antalet överviktiga män som skulle ha utfört värnplikt men istället sållades bort, fick SCB uppgift att undersöka övervikt och fetma i både vuxna och barn. Dessa rikstäckande studier som fördes av den Statistiska Centralbyrån kom fram till att barn i slutet av 1900-talet blev statistiskt mer överviktiga och drabbade av fetma. För vuxna (16 till 84-åringar) tyder statistiken på ökningar av övervikt och fetma mellan 1980- och 1990-talen. Slutsatsen av Statistiska Centralbyråns rapport menar att anledningen till just den dramatiska utvecklingen av övervikt är snabbmatsinvasionen, som karaktäriseras av mat med ett lågt näringsinnehåll och ett högt kaloriinnehåll. Vid sekelskiftet stabiliserades dock denna trend av övervikt på 35% för kvinnor och 50% för män (19-23). Dock belyser studien själv att dessa siffror kan vara missvisande, eftersom statistiken är självrapporterad, vilket löper risken för upprepad underskattning. MONICA-studierna som fördes av världshälsoorganisationen (WHO) i Göteborg och norra Sverige i början 1990 till 2006 kom fram till något högre förekomst av fetma än SCB:s självrapporterade siffror. Däremot tyder båda studierna på ett likartat mönster 1990 i Sverige, vilket var att den svenska befolkningen blev allt mer överviktiga. Den WHO-styrda MONICA-studien kom också fram till att trots att den svenska populationen blev allt mer överviktiga, var diabetesförekomsten och medicineringen mot fetma opåverkad.

### 1990-2020
Vid 2006 påbörjade Folkhälsomyndigheten deras årliga undersökning av förekomsten av fetma och övervikt i Sverige. Undersökningen delade upp den svenska befolkningen i fyra olika åldersgrupper. Dessutom delade folkhälsomyndigheten upp åldersgrupperna i ytterligare fyra delgrupper vilket var kön, födelseland, län och utbildningsnivå. Som effekt av detta har tydliga trender kunnat belysas. Vid början av 2006 var den totala förekomsten av övervikt och fetma vid 46 procent i åldrarna 16-84. År 2020 ökade den totala förekomsten till 52 procent, med 6 procentenheter. Av de fyra åldersgrupperna som fanns i undersökningen (16-29-åringar, 30-44-åringar, 45-64-åringar och 65-84-åringar) var det den yngre åldersgruppen som bidrog mest till denna ökning. De två äldre åldersgrupperna, 45-64 och 65-84 år, led 62 procent av övervikt och fetma sammantaget. Inom åldersgruppen 30-44 år led 46 procent av gruppen av fetma och övervikt sammantaget. För den yngsta åldersgruppen var andelen enbart 29 procent. Enligt rapporten har yngre personer med förgymnasial samt gymnasial utbildningsnivå större risk att lida av fetma och övervikt än äldre personer med eftergymnasial utbildningsnivå. Det visar sig också att personer som är födda utanför Norden men nu bor i Sverige har också en större risk att lida av övervikt och fetma än de som är födda i Sverige. Andelen överviktiga och feta varierar också beroende på län enligt Folkhälsomyndigheten. Länet med den lägsta andelen överviktiga och fetma lidande var Stockholms län på 44 procent och det län med högsta andel var Gävleborgs län på 62 procent. Förekomsten av övervikt var högst för män om förekomsten kön fördelas. 57 procent av alla män i åldrarna 16-84 led övervikt och 46 procent av alla kvinnor i åldrarna 16-84 led av övervikt. För enbart fetma var kvinnor mer troliga att lida av fetma, 16 procent av alla kvinnor, 15 procent för män. Folkhälsomyndigheten förväntar sig att denna trend av ökad förekomst av fetma och övervikt i Sverige kommer att fortsätta. Uppskattningen är att vid 2030 kommer 56% av den vuxna svenska befolkningen mellan 16 och 84 år vara överviktiga.

## Barnfetma
Den svenska förekomsten av barnfetma har hållit sig förhållandevis låg jämfört med andra västerländska länder, både historiskt och nuvarande. Barnfetma i Sverige klassades som ett hälsoproblem efter den 2008 WHO ledda rikstäckande COSI-studien. Studien kom fram till att av 4 500 barn i 96 skolor över landet var 13,7 procent av barn mellan årskurs ett och två  överviktiga och tre procent feta. Till skillnad från andra länder har Sverige en bristande mängd rikstäckande studier över en längre tid på barnfetma vilket försvårar arbetet med att säkerställa trenden av barnfetma i Sverige. Studien lyfte fram att det inte finns någon enkel förklaring till den ökande barnfetman i Sverige. En av anledningarna till detta är att kaloriintaget för barn 2003 inte har ökat jämfört med barn på 1980-talet. COSI-studien tyder också på det motsatta för barn mellan 4 och 8 år 2003 då det får i sig 10 procent färre kalorier än samma åldersgrupp under 1980-talet. Fortsättningsstudier förda 2003 av Forskningsrådet för hälsa, arbetsliv och välfärd kom till slutsatsen 2012 att det går att förändra barnens matvanor till det bättre. 2003 var 13 procent av barnen i studieområdet feta.
När studien upprepades fem år senare var barnfetman halverad då bättre kost hade implementerats. Barnen åt mer frukt och grönsaker samtidigt som de åt mindre godis och drack mindre läsk. Denna förändring var tack vare den ökade uppmärksamheten från allmänheten om hälsa och övervikt, kolhydrater och socker vid början av 2000-talet blev ansedda som en av anledningarna fetmaepidemin. Ord för kalorier som saknar innehåll av vitaminer och mineraler myntades. Exempel på just detta är "tomma kalorier". Begreppet kom till stor användning i den amerikanska samhällsdebatten om kopplingen mellan socker och ohälsa i USA. WHO:s Expert Consultation on Diet, Nutrition and the Prevention of Chronic Diseases kom fram till att socker enbart får utgöra 10 procent av det totala kaloriintaget för att kunna anses som hälsosamt. Trots detta innehåller stora delar av svenska barns kost i genomsnitt 14 procent socker enligt Livsmedelsverket.
Mellan åren 2004 till 2005 arbetade Livsmedelsverket och Folkhälsomyndigheten med att utveckla en handlingsplan som skulle uppmuntra goda matvanor och ökad fysiskt aktivitet. Handlingsplanen presenterades 2006 men verkställdes inte. Däremot har nya EU-förordningar gällande näringsdeklarationer på livsmedel och uppdaterade riktlinjer för mat i skolor bidragit till att motverka trenden av barnfetma. Tack vare en ökad uppmärksamhet om barnfetma har flera regionala interventionsprojekt utförts samt har livsmedelsföretagen börjat sänka sockerhalten i deras produkter. Vid 2010 hade förekomsten för övervikt och fetma börjat stabilisera sig kring 18 procent för barn 7-9 år enligt en studie från Västsverige. Vad som gjorde studien markant var att den underströk socioekonomiska samband med barnens vikt och föräldrarnas utbildningsnivå. För föräldrar med en lägre utbildningsnivå är förekomsten av barnfetma och övervikt större. Föräldrar med en hög utbildningsnivå har istället det omvända förhållandet då deras barn löper större risk av att lida av undervikt. Samband stärks om familjen bor i ett glesbebyggt område eller ett urband område. Barn som bor i glesbebyggda områden lider oftare av övervikt och fetma än de barn i urbana områden vilket tyder på ökade klyftor. Konsumtionsföreningen Stockholm påpekade i sin rapport från 2016 om barns vikt och matvanor att det är viktigt att det regionala arbetet fortsätter då anledningen till den ökande barnfetman tycks vara specifik för olika regioner.

## Internationell fetmarankning 2016
| Ranking                   | Land          | Procent fetma |
| ------------------------- | ------------- | ------------- |
| 92                        | Estland       | 21.2          |
| 93                        | Guatemala     | 21.2          |
| 94                        | Kazakstan     | 21.0          |
| 95                        | Portugal      | 20.8          |
| 96                        | Mongoliet     | 20.6          |
| 97                        | Sverige       | 20.6          |
| 98                        | Slovakien     | 20.5          |
| 99                        | Nederländerna | 20.4          |
| 100                       | Paraguay      | 20.3          |
| 101                       | Guyana        | 20.2          |
| 102                       | Slovenien     | 20.2          |
| Källa: CIA World Factbook |               |               |

## Kostnad för staten
Fetma och dess kostnad på den statligt finansierade vården har på senare år stigit. 2016 beräknades den totala kostnaden för behandling av fetma vara 25,2 miljarder kronor. Den största kostnaden av fetma var kostnaden av förlorad marknadsproduktion vilket uppgick till 20,2 miljarder kronor eller 80 procent av kostnaden av fetma. 9,4 miljarder kronor av kostnaden för förlorad marknadsproduktion bestod av kostnad för permanent sjuklighet. Resterande kostnader var förtida död och tillfällig sjuklighet ansvarig för. Fyra miljarder var det totala beloppet för att behandla fetmarelaterad vård 2016 då primärvården stod för det största kostnaden på 1 773 miljoner kronor. Anledningen till att kostnaden är så hög anses bero på att patienter som besöker sjukvården gällande fetmarelaterade sjukdomar enbart vill bota symptomen och inte orsaken till sjukdomen. Symptomen är ofta botningsbara men på grund av att det grundliga felet inte behandlas kommer dessa patienter fortsätta besöka sjukvården. Denna cykel av tillfrisknad och sedan återinsjuknande har den svenska staten behövt finansiera extra till sjukvårdsbudgeten. Riksvården menar att det är viktigt att försöka motverka trenden av ökad fetma i Sverige då kostnaden för sjukvården av dessa patienter kommer allvarligt att påverka statsbudgeten. Fetma påverkar inte bara den ekonomiska belastningen på sjukvården men också produktionseffektiviteten i ekonomin. Enligt Institutet för Hälso- och Sjukvårdsekonomis prognos från 2018 kommer fetma kostnaderna 2030 vara 42 miljarder kronor. Detta antagande gjordes baserat på fetmautvecklingen mellan åren 2004-2016. Om fetmautvecklingen håller sig som den gjorde mellan åren 2004-2016 estimeras det att 24 procent av den vuxna befolkningen hade lidit av fetma. Studien menar att hade fetmautvecklingen haft en långsammare tillväxt estimeras kostnaden istället vara cirka 30 miljarder år 2030. Dessa kostnader är på hälsa och sjukvården men dessutom förlorad produktion, vilket är den största konsekvensen.

## Åtgärder mot fetma
Det finns en rad åtgärder som experter menar kan vidtas för att motverka den nuvarande tillväxten av fetma hos den svenska befolkningen. Dessa åtgärder är, men inte begränsade till, politiska, kirurgiska, fysiska,  ekonomiska, sociala, kulturella, utbildande och näringsbaserade åtgärder. Livsmedelsverket och Folkhälsomyndigheten har tagit fram, på regeringens uppdrag, en rad med långsiktigt åtgärder som riktas mot både individen och samhället för att minska fetma och övervikt förekomsten i Sverige. Förslagen är uppdelningsbara i två grupper, ekonomiska åtgärder och sedan kulturella åtgärder.  

### Ekonomiska åtgärder
De ekonomiska åtgärder som har blivit föreslagna av Folkhälsomyndighetens rapporten från 2017 tog fram fyra huvudpunkter. Den första var att satsa fler resurser på barnhälsovården. Detta ska i sin tur resultera i att fler metoder kan nyttjas för att informera småbarnsföräldrar om hälsosamma levnadsvanor. Dessutom kommer en ökad budget bidra till att barnhälsovården kan i större utsträckning uppfölja barn som löper en högre risk av att utveckla fetma. Därefter ska skolor erbjuda hälsosammare skolmåltider, öka utbudet av fysiskt aktivitet under skoldagen men också återkommande hälsosamtal med eleven gällande ens vikt och läng. Sedan ska ökad marknadsföring ske som ska motverka ohälsosamma livsmedel till barn och ungdomar. Den sista åtgärden är den åtgärd som har fått mest uppmärksamhet. Denna åtgärd kommer att påverka konsumenternas priset för ohälsosamma och hälsosamma produkter genom skatt och subventioner. Denna åtgärd har fått namnet "fettskatten" och är avsedd att göra det dyrare för snabbmatskedjor att sälja onyttig mat. Genom att öka priset på produkterna från snabbmatskedjor genom att taxera det högre kan staten minska det svenska intaget av mat rik på fett. Detta resulterar i att den svenska fetmahalten sjunker. Dock menar snabbmatskedjorna att "fettskatten" skulle innebära att fler svenskar förlorar jobb och att maten i sig är inte onyttig, det är kundernas val att äta ohälsosamma mängder som är onyttigt. På grund av just detta har stödet bakom "fettskatten" varit bristande.

### Kulturella åtgärder
En lösning som har fått mycket uppmärksamhet på social media av den svenska befolkningen är att bearbeta vår kultur gällande ohälsosamma livsstilar som leder till fetma. Proponenter för just denna åtgärd menar att den svenska kulturen orsakar fetma. De menar att det svenska samhället är byggt på för lite motion och för stora måltider. Den moderna livsstilen består av för mycket stillasittande och för lite motionerande. Stillasittandets och brist på motions betydelse för övervikt har dock ifrågasatts. Folkhälsomyndigheten tillsammans med Livsmedelsverket menar att den svenska attityden och synsättet till långsiktig investering i hälsa måste förbättras. De menar dessutom att medborgare ska till största möjliga och rimliga utsträckning gå eller cykla till arbetsplatser eller skolor för att garantera daglig motion. Tillgängligheten på fritidsaktiviteter med fokus på idrott ska öka för ungdomar och barn som inte tar del av i det nuvarande utbudet. Detta kan utföras genom att införa ökade timmar av idrott under skoltid. Studier gjorda på barn med tre timmar av idrott i skolan har också visats att prestera bättre i skolan, sett till betyg, men också socialt och psykiskt. Till sist uppmanar rapporten till att vidare främja samtal och information gällande levnadsvanor som är hälsosamma inom tand-, primär- och resterande former av sjukvård.